# Taxilejeunea paucidens
Taxilejeunea paucidens là một loài Rêu trong họ Lejeuneaceae. Loài này được Steph. mô tả khoa học đầu tiên năm 1916.